# 河源复叶耳蕨
河源复叶耳蕨（学名：Arachniodes heyuanensis）为鳞毛蕨科复叶耳蕨属下的一个种。